# Franz-Stock-Gymnasium
Das Franz-Stock-Gymnasium ist ein städtisches Gymnasium in Arnsberg im Stadtteil Hüsten an der Grenze zu Neheim. Die Schule entstand aus der im Jahr 1852 gegründeten Neheimer Rektoratsschule. 2002 fusionierte das nahe gelegene Graf-Gottfried-Gymnasium mit der Schule. Es entstand das heutige Franz-Stock-Gymnasium.

## Geschichte

### Die Rektoratsschule (1852–1911)
1852 lebten in Neheim 2000 Menschen, Hüsten hatte 1000 Einwohner. 1836 waren in Neheim an der Volksschule zwei Lehrer tätig, heute arbeiten über 500 Lehrer in Neheim-Hüsten im Schuldienst. Die Geschichte des Franz-Stock-Gymnasiums beginnt im Jahr 1852 mit der Gründung der Rektoratsschule. Kaplan Glahn beantragt die Einrichtung einer Privatschule, in der er „Unterricht in den höheren Lehrgegenständen“ erteilen will. Die Rektoratsschule ist eine Privatschule, die aber als eine öffentliche, städtische Angelegenheit betrachtet wird. Der erste offizielle Stundenplan wurde am 12. März 1853 bei der Regierung in Arnsberg vorgelegt. Die Schule hatte primär eine pragmatische Ausrichtung. So erhielten die Fächer Mathematik und Physik die doppelte Stundenzahl des Deutschen. Der besondere Wert, der auf die Fächer „Schönschreiben“ und „Zeichnen“ gelegt wurde, unterstützt die Annahme, dass sich die Schule im Anfangsstadium allenfalls so versteht, auf den Besuch eines Gymnasiums vorzubereiten. Die Rektoratsschule hat ihre Tätigkeit 1852 mit 12 Schülern begonnen, und bis 1886 besuchten durchschnittlich 20–30 Schüler die „Anstalt“. 1911, im letzten Jahr der Rektoratsschule, stellte die Anzahl von 117 Schülern den damaligen Höhepunkt der Schulgeschichte dar. Insgesamt entwickelte sich die Schule dergestalt in einer Weise, die zu einer doch unbefriedigenden „Zwitterstellung“ führte, was der Bericht des Bürgermeisters vom 20. Februar 1875 an die Regierung in Arnsberg deutlich zum Ausdruck brachte: „Eine Umwandlung der Anstalt zu einem wirklichen Progymnasium oder einer höheren Bürgerschule ist wegen des Arnsberger Gymnasiums weder möglich noch zweckmäßig; eine Reduktion zu einer Mittelschule […] dagegen nicht begründet.“  Nach 1899 lässt sich ein für den Bestand der Schule beängstigender Rückgang der Schülerzahlen kontrastieren. Als Gründe hierfür können eine Verschlechterung der wirtschaftlichen Lage insgesamt ebenso angenommen werden, wie die Eröffnung der Kleinbahn Neheim-Arnsberg im Jahr 1906/07, die den Besuch des Gymnasiums Laurentianum in Arnsberg wesentlich erleichterte. In dieser Krise entschloss sich die Stadt Neheim zu einem Ausbau der Schule und bekannte sich also bereits zu diesem Zeitpunkt nachdrücklich zu Bildungsinvestitionen als einer Möglichkeit der Standortsicherung.

### Realprogymnasium und Realgymnasium (1911–1933)
Mit dem Schuljahr 1889/90 tritt eine entscheidende Änderung in der Schulorganisation ein. Aus der bislang auf drei Jahre ausgelegten Verweildauer werden vier. 1909 erfolgte mit der Eingliederung der Obertertia eine fünfte Klassenstufe. Der bisherigen Tradition der Schule folgend plant man ein Progymnasium, an dem der Englischunterricht das Griechische ersetzen soll. Die Umwandlung der Rektoratsschule zu einem Realprogymnasium war 1911 abgeschlossen. Von 1911 bis 1915 dauert die Entwicklung hin zu einem Realgymnasium. Der Name versteht sich nicht als Kombination der heute existierenden Schulformen „Realschule“ und „Gymnasium“, sondern kennzeichnet den Anspruch, eine sich vom humanistischen Gymnasium abhebende Bildungsidee zu verwirklichen, die mit wissenschaftlichem Unterricht in der Muttersprache, mit Englisch und Französisch, mit Mathematik und den Naturwissenschaften eine „realistische“ Bildung anstrebten. Ein Blick in den Lehrplan zeigt, ähnlich wie in der Konzeption der Rektoratsschule, eine auffallende geringe Stundenzahl für das Fach Deutsch. Dem steht eine neusprachliche und mathematisch-naturwissenschaftliche Schwerpunktsetzung entgegen. Das Jahr 1926 stellt mit der Richterschen Reform eine einschneidende Zäsur in der Geschichte des Höheren Schulwesens dar. Die Lehrpläne spiegeln eindeutig die Tendenzen zur Erweiterung das bis dato klassischen Bildungskanons. Im Jahr 1926 legt auch der spätere Namensgeber der Schule, Franz Stock, sein Abitur am Realgymnasium ab.

### Die nationalsozialistische Erziehungsmaxime (1933–1945)
Die Darstellung der Zeit des Nationalsozialismus in ihren Auswirkungen auf die Entwicklung der Schule gestaltet sich nicht einfach. Zum einen ist die Quellenlage recht problematisch, da viele Unterlagen nicht mehr existieren. Zum anderen erschweren die historisch bedingten verschiedenen Formen der „Political Correctness“ in ihren Konsequenzen für die schriftliche und mündliche Überlieferung eine genaue Nachzeichnung der damaligen Verhältnisse. Zu den Umformungen, mit denen die Schulen im Sinne des Nationalsozialismus verändert werden sollten, gehörte die Verkürzung der Schulzeit von neun auf acht Jahre, da angesichts der Beanspruchungen durch Arbeitsdienst und Wehrpflicht die Schulzeit um das Oberprimanerjahr gekürzt wurde. Wie fast überall im Reich erfolgte auch in Neheim-Hüsten die Umstellung der Gymnasien auf die „Oberschule für Jungen“ mit dem Beginn des Schuljahres 1937/38. Adolf Hitler hatte eindeutige Erziehungsmaxime vorgegeben: „Der völkische Staat hat seine gesamte Erziehungsarbeit in erster Linie nicht auf das Einpumpen bloßen Wissens einzustellen, sondern auf das Heranzüchten kerngesunder Körper. Erst in zweiter Linie kommt dann die Ausbildung der geistigen Fähigkeiten. Hier aber wieder an der Spitze die Entwicklung des Charakters, besonders die Förderung der Willens- und Entschlußkraft, verbunden mit der Erziehung zu Verantwortlichkeit, und erst als letztes die wissenschaftliche Schulung.“ Die Schüler wurden sukzessive von der schulischen Arbeit abgezogen und in nationalsozialistische Organisationen eingebunden. Im Schuljahr 1938/39 sind 98,8 %, darauffolgenden Schuljahr 99 % aller Schüler in nationalsozialistischen Organisationen Mitglied. Den Schülerlisten lässt sich entnehmen, dass von den 20 Primanern des Jahrgangs 1939/40 insgesamt 15 vorzeitig zum Wehrdienst einberufen worden sind und nur 5 am vorgesehenen Ostertermin ihr Abitur ablegten. Ähnlich verhielt es sich im Jahr darauf: 15 der 22 Primaner des Jahrgangs 1940/41 wurden im Herbst zum Wehrdienst eingezogen, lediglich 7 unterzogen sich zu Ostern der Reifeprüfung. Auf der anderen Seite bedeutet natürlich Schule in dieser Zeit auch ein Sich-Einrichten. Die Probleme der Zeit spiegeln sich naturgemäß auch in der Schule wider. So weisen die Protokolle der Lehrerkonferenzen in zunehmendem Maße auf unmittelbare Kriegseinwirkungen hin. Auf der anderen Seite verdeutlichen diese Dokumente aber auch, wie die Schule versucht hat, als Institution Kontinuität zu bewahren.

### Vom Neusprachlichen Gymnasium Neheim zum Franz-Stock-Gymnasium (1945–1961)
Nach dem Zweiten Weltkrieg bleibt das Gymnasium vom 14. März 1945 bis zum März 1946 geschlossen. In den ersten Monaten nach Kriegsende hatte zunächst Sorge bestanden, ob es überhaupt in der Absicht der Besatzungsmacht liege, die höheren Schulen wieder zuzulassen. Die Lehrer waren zunächst alle suspendiert und konnten keineswegs mit einer Wiederbeschäftigung rechnen – es sei denn, als Aushilfskräfte bei Aufräumarbeiten. 1946 wurden dann zwei Fördergruppen eingerichtet, in denen Schüler, die mit dem „Reifevermerk für Kriegsteilnehmer“ in den Krieg gezogen waren, das Abitur ablegen konnten. Vollen Unterricht erhielten alle Klassen dann wieder ab dem Schuljahr 1947/48. 1948 wurde die Schulzeit wieder von 8 auf 9 Jahre umgestellt. „Eine Schulversammlung, die aus Elternvertretern und Lehrern der Schule bestand, entschied sich im Einverständnis mit dem Schulträger für die Form eines neusprachlichen Gymnasiums.“  In dieser Entscheidung für die neue Schule, die den Namen „Neusprachliches Gymnasium Neheim“ erhielt, lassen sich nun einerseits Kontinuitätslinien der auf reale Belange ausgerichteten Schule ausmachen. Auf der anderen Seite mag diese Akzentuierung sicher auch in das politische Konzept der britischen Besatzungsmacht gepasst haben. Im Schuljahr 1959/60 beantragte die Schule die zusätzliche Einrichtung eines mathematisch-naturwissenschaftlichen Zweiges, um den gestiegenen Schülerzahlen und den differenzierten Anforderungen besser nachkommen zu können. Mit Beginn des Schuljahres 1961/62 wurde die erste Klasse dieser neuen Schwerpunktsetzung eingerichtet. Seit dem Jahr 1961 trägt die Schule auch den Namen „Franz-Stock-Gymnasium“.

### Die Entwicklung der Städtischen Gymnasien in Neheim-Hüsten (1968–2002)
In der Folge der drohenden „Bildungskatastrophe“ führen die verstärkten Bemühungen, Schülern – und vermehrt auch Schülerinnen – den Weg zum Abitur zu ermöglichen, zu einem deutlichen Anstieg der Schülerzahlen. Die Stadt Neheim-Hüsten beantragt deshalb beim Schulkollegium in Münster, ein zweites Gymnasium einrichten zu dürfen. 1968/69 – in symbolträchtiger Zeit mithin – nimmt die neue Schule erstmals Schüler in der Sexta auf. Sie firmiert zunächst als „Neusprachliches Gymnasium“ und erhält später den Namen „Gymnasium im Rumbecker Holz“ (1974). Gleichzeitig wechseln Schüler des Franz-Stock-Gymnasiums, die den neusprachlichen Schwerpunkt anwählen, nach der Untertertia das Gymnasium. Das Zusammenwirken beider Schulen beginnt mithin ausgesprochen kooperativ. Die enge Zusammenarbeit in der Sekundarstufe II eröffnet von Anbeginn die Möglichkeit, den Schülern ein wesentlich breiter gefächertes Wahlangebot für ihre Stufenlaufbahn anbieten zu können als andere Schulen. In der Mitte der achtziger Jahre ändert das „Gymnasium im Rumbecker Holz“ seinen Namen in „Graf-Gottfried-Gymnasium“ (1984). Eine Verschärfung des Verhältnisses tritt dann ein, als die Schülerzahlen im Stadtgebiet insgesamt zurückgehen – und beide Schulen sich vermehrt um Anmeldungen neuer Schüler bemühen müssen. Dies führt in der Folge zu der Ausbildung sehr unterschiedlicher und spezifischer Profile an den beiden Gymnasien: das FSG bietet seit Mitte der neunziger Jahre ein freiwilliges Ganztagsangebot an, das Graf-Gottfried-Gymnasium entwickelt einen bilingualen Schwerpunkt. Sowohl das Franz-Stock-Gymnasium als auch das Graf-Gottfried-Gymnasium haben über Jahrzehnte hinweg ihren festen Platz in der Neheim-Hüstener Schullandschaft besessen.

### Entstehung und Entwicklung des „neuen“ Städtischen Franz-Stock-Gymnasiums
Die Schulen verstehen ihre Aufgabe in einer sich zunehmend verändernden Welt anders: Lernen wird als ein lebenslanger Prozess erfahren. Um diesen Anforderungen gerecht werden zu können, bedarf es einer Förderung der Selbständigkeit der Schüler. Die Notwendigkeit dieser Fokussierung scheint die sogenannte „PISA-Studie“ dann nachhaltig zu belegen. Zu Beginn des Schuljahres 2002/03 kommt es dann zu einer Fusion beider Schulen. Das neue Städtische Franz-Stock-Gymnasium beschließt nach intensiver und engagierter Diskussion, sich an dem Modellprojekt „Selbstständige Schule“ zu beteiligen. Die Schule erhält dabei erhöhte Selbstständigkeit und Eigenverantwortung und kann so auf verschiedenen Aufgaben- und Arbeitsfeldern neue Wege beschreiten. Für die Schüler der Schule besteht jetzt die Möglichkeit, die unterschiedlichen Bildungsangebote beider Gymnasien wahrzunehmen. Mittlerweile wurden die Gebäude, unter anderem für den gebundenen Ganztag, spezialisiert und die Abteilungen, welche die ehemaligen Gymnasien abbildeten, aufgelöst.

## Der Namensgeber Franz Stock

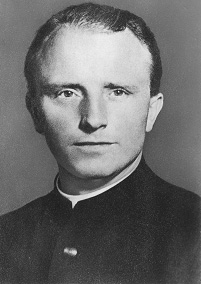
Franz Stock

Abbé Franz Stock (1904–1948) ist in Neheim geboren und war Absolvent dieser Schule. Er wurde katholischer Priester und während der deutschen Besatzungszeit im Zweiten Weltkrieg Seelsorger für die Gefängnisse von Paris und die Hinrichtungsstätte auf dem Mont Valérien. Er gilt als ein Wegbereiter der Deutsch-Französischen Freundschaft.

### MINT-EC
Das FSG ist seit 2001 Mitglied des bundesweiten Netzwerks der mathematisch-naturwissenschaftlichen Excellence-Center (MINT-EC) an Schulen. Für das Bildungsangebot erhielt das FSG bereits ein Zertifikat. Unter dem Motto „Miteinander leben und lernen“ bietet das Gymnasium seinen Schüler u. a. einen anwählbaren vertiefenden Unterricht in den Naturwissenschaften in Form von Modulen in den Jahrgangsstufen 7 und 8. Dieser naturwissenschaftliche Schwerpunkt zeigt sich auch im breiten Differenzierungsangebot im MINT-Bereich in den Stufen 8 und 9. Neben dem normalen Angebot der Leistungskurse in Biologie, Chemie, Physik und Mathematik besteht am FSG die Chance, Informatik als Abiturfach zu wählen.
Mehrfache Preisträger beim „Jugend forscht“-Wettbewerb zeigt, dass das FSG interessierte Schüler fördert. Durch das außerunterrichtliche Engagement zahlreicher Lehrer ist es möglich, die Schüler bei ihren Projekten so individuell zu fördern, dass sie ihrem Forschungsgeist freien Lauf lassen können.
Auch im Bereich der Mathematik zeigt sich das FSG engagiert, indem es regelmäßig Teilnehmer an der Mathematikolympiade verzeichnet. Ist einmal das mathematische Interesse geweckt, kann man in der Einführungsphase an Workshops zur Begabtenförderung im mathematischen Bereich mitwirken.
Das Franz-Stock-Gymnasium bietet seinen Schülern weiterhin Arbeitsgemeinschaften in der Robotertechnik sowie die Möglichkeit der Teilnahme an bundesweit stattfindenden Schülerworkshops im MINT-Bereich durch die Mitgliedschaft des FSG im MINT-EC-Netzwerk an.

### Bilinguale Ausbildung
Neben dem naturwissenschaftlichen Schwerpunkt zeichnet sich das FSG vor allem durch die seit zwanzig Jahren bestehende bilinguale Ausbildung aus. Englisch als absolute Weltsprache liefert das perfekte Pendant zu den naturwissenschaftlichen Fächern, weshalb jährlich im Schnitt rund 20 Abiturient das FSG mit einem bilingualen Zusatzzertifikat verlassen.
Als Ziele des bilingualen Zweiges gibt das FSG aus, dass es eine intensivere Vorbereitung auf die sprachlichen und kulturellen Gegebenheiten in einem zusammenwachsenden Europa bietet. Daher kann man am FSG auch Französisch ab der 6. Klasse als Fremdsprache wählen, was in Anlehnung an den Namensgeber Franz Stock auch einen festen Baustein im Schulprofil darstellt. Neben den Schüleraustauschprogrammen mit Partnerschulen besteht eine besondere Beziehung zu Frankreich: Durch den Namensgeber der Schule – Franz Stock – ist dieses eng mit Chartres und Paris verbunden.
Die Schüler mit bilingualer Ausbildung beginnen in der Erprobungsstufe mit zwei zusätzlichen Englischstunden pro Woche. Ab der Mittelstufe werden die gesellschaftswissenschaftlichen Fächer in englischer Sprache behandelt und es wird in der achten Klasse eine Klassenfahrt nach Südengland durchgeführt. Wie bei allen bilingualen Zweigen muss man in der Oberstufe Englisch als Leistungskurs anwählen, um ein Zusatzzertifikat zu erhalten. Dazu gehört dann auch ein Gesellschaftswissenschaftliches Fach auf Englisch als drittes oder viertes Abiturfach.

### Schule ohne Rassismus und mit Courage
Hierbei handelt es sich um eine europäische Schülerinitiative, die sich aktiv gegen jegliche Form von Diskriminierung, Mobbing und Gewalt einsetzt. Dazu gehören Ungleichbehandlung in Bezug auf Religion, der sozialen Herkunft, des Geschlechts, körperlicher Merkmale, der politischen Weltanschauung oder der sexuellen Orientierung. Das Projekt wendet sich ebenso gegen totalitäre und demokratiegefährdende Ideologien. Dem größten deutschen Schulnetzwerk, zu dem das Franz-Stock-Gymnasium seit der Auszeichnung und Verleihung des Gütesiegels im Juni 2014 angeschlossen ist, gehören derzeit über 1500 Schulen an (Stand Juni 2014).
Mit einer Schülerschaft, deren Wurzeln aus vielen verschiedenen Nationen stammen, sieht sich die Schule in einer besonderen Verantwortung: die Selbstverpflichtung für die Gegenwart und Zukunft, Verantwortung für ein gutes Schulklima und das soziale Umfeld zu übernehmen. Dies bedeutet eine offene Auseinandersetzung um Fragen nach Werten in unserer Gesellschaft – grundlegende Menschenrechte, Respekt und Toleranz – sowie gemeinsame Wege zu finden für ein „miteinander leben und gestalten“.
Auf der Grundlage dieser Überzeugung aufbauend entwickeln Schüler langfristig und nachhaltig Initiativen und Aktivitäten; sie engagieren sich darüber hinaus zu aktuellen Themen in Aktionen und Projekten. Den Schülern stehen am FSG während des gesamten Zertifizierungsprozess zwei pädagogische Mitarbeiterinnen zur Verfügung.

## Schulleiter

### Die Rektoren der Rektoratsschule
- Kaplan Glahn 1852–1862
- Schulvikar Köster 1862–1869
- August Schäffer 1869–1884
- Adolf Wurm 1884–1893
- Mündelein 1893–1894
- Franz Busch 1894–1911

### Die Direktoren des Gymnasiums
- Heinrich Begieging  1911–1914
- Arthur Schade 1915–1935
- Friedrich Nückel 1936–1945
- Studienrat Stegemann 1946–1947 (kommissarisch)
- Franz Overmann 1947–1948
- Konrad Maria Krug 1948–1958
- Rudolf Bringmann 1958–1979
- Hubert Hölscher  1979–1995
- Thomas Hardt 1995–2002
- Heinrich Blana 2002–2013
- Andreas Pallack seit 2013